# Grand Prix Tennis
Grand Prix Tennis o Lawn Tennis è un videogioco di tennis pubblicato a inizio 1988 per Amstrad CPC, Commodore 64, PC IBM (PC booter) e ZX Spectrum dall'etichetta M.A.D. della Mastertronic. 
Grand Prix Tennis è il titolo utilizzato sulle confezioni e nella versione PC, mentre Lawn Tennis (nome inglese del tennis su erba) è utilizzato sulle schermate delle versioni a 8 bit.
Non va confuso con un Lawn Tennis edito da Tynesoft nel 1985 per Commodore 16.

## Modalità di gioco
Si possono giocare partite isolate di tennis singolare maschile di 3 set, contro il computer a livello di difficoltà regolabile oppure a due giocatori. La superficie del campo è sempre d'erba, sebbene su Spectrum e su PC con scheda CGA non sia di colore verde.
La visuale sul campo è fissa e isometrica, con il campo orientato in diagonale, stile piuttosto insolito per un videogioco di tennis. Come immagini di contorno sono presenti soltanto l'arbitro, dotato di voce digitalizzata nella versione PC, e l'area con titolo e punteggi in cima allo schermo, mentre sono assenti le tribune. Non ci sono inoltre cambi di campo e si gioca sempre dallo stesso lato.
Il tennista ha a disposizione diversi tipi di colpi, corrispondenti alle otto possibili direzioni dei controlli combinate con la pressione del pulsante o tasto di fuoco. Il servizio avviene con una prima pressione per sollevare la palla e un'altra per eseguire il colpo.